# 614.
◄ | 6. stoljeće | 7. stoljeće | 8. stoljeće | ►
◄ | 580-ih | 590-ih | 600-ih | 610-ih | 620-ih | 630-ih | 640-ih | ►
◄◄ | ◄ | 611. | 612. | 613. | 614. | 615. | 616. | 617. | ► | ►►
Astronomija • Književnost • Kršćanstvo • Pravo • Promet

## Rođenja
- Fujiwara no Kamatari, japanski državnik, političar i dvorjanin na japanskom dvoru († 669.)

## Vanjske poveznice
|  | Zajednički poslužitelj ima još gradiva o temi 614. |